# Офіцерська площа
Офіце́рська пло́ща — зникла площа Києва, була розташована між вулицями Всеволода Петріва (колишня Кирпоноса), Януша Корчака (колишня Бауманська) та Сеньківським провулком (колишній провулок Бабушкіна).

## Історія
Сформована наприкінці 1940-х — на початку 1950-х років під час забудови місцевості Нивки як Нова площа, назву набула 1955 року. 
На початку 1960-х років приєднана до вулиці Кирпоноса (нині — невелика кругла площа-сквер без назви в кінці вказаної вулиці). У 1973 році у сквері встановлено пам'ятник генералу Михайлові Кирпоносу.